# ألكسندرا ملكة يوغوسلافيا
ألكسندرا من اليونان والدنمارك (25 مارس 1921 - 1993/1/30) ، وهي زوجة آخر ملوك يوغوسلافيا بيتار الثاني ووالدة ولي العهد ألكسندر. وقد عرفت مسبقًا بلقب أميرة اليونان والدنمارك، وهي آخر ملكات يوغوسلافيا، هي الابنة الوحيدة لـ ألكسندر الأول ملك اليونان وزوجته أسباسيا مانوس.

## روابط خارجية
- ألكسندرا ملكة يوغوسلافيا على موقع مونزينجر (الألمانية)